# Francis Ignatius Malone
Francis Ignatius Malone (Filadelfia, 1º settembre 1950) è un vescovo cattolico statunitense, dal 19 novembre 2019 vescovo di Shreveport.

## Biografia
Francis Ignatius Malone è nato a Filadelfia, Pennsylvania, il 1º settembre 1950.

### Formazione e ministero sacerdotale
Ha frequentato le scuole elementari arcidiocesane a Filadelfia e poi, quando la famiglia si è trasferita in Arkansas, la McGehee High School a McGehee dove nel 1968 si è diplomato. Nel 1973 ha conseguito il Bachelor of Arts in storia presso l'Università di Dallas. Ha compiuto gli studi ecclesiastici presso il medesimo ateneo concludendoli nel 1977 con il Master of Divinity e il Master of Arts in educazione.
Il 21 maggio 1977 è stato ordinato presbitero per la diocesi di Little Rock. In seguito è stato vicario parrocchiale delle parrocchie di San Michele a West Memphis e del Sacro Cuore di Gesù a Crawfordsville dal 1977 al 1980; vicario parrocchiale delle parrocchie di Nostra Signora delle Anime Sante a Little Rock e della Santa Croce a Sheridan dal 1980 al 1981; vicario parrocchiale della parrocchia di San Patrizio a North Little Rock dal 1981 al 1983; vicario parrocchiale della parrocchia di San Vincenzo de' Paoli a Rogers e responsabile della parrocchia di San Giovanni a Huntsville dal 1983 al 1984; vicario parrocchiale della parrocchia dell'Immacolata Concezione a North Little Rock dal 1984 al 1985 e parroco delle parrocchie di Santa Maria del Monte a Horseshoe Bend e di San Michele a Cherokee Village dal 1985 al 1987. Nel 1987 è stato inviato a Washington per studi. Nel 1989 ha conseguito la licenza in diritto canonico presso l'Università Cattolica d'America. Tornato in diocesi è stato rettore della cattedrale di Sant'Andrea a Little Rock dal 1989 al 1996; parroco delle parrocchie dell'Immacolata Concezione e di Sant'Anna a North Little Rock dal 1996 al 2001 e parroco della parrocchia di Cristo Re a Little Rock dal 2001 al 2019.
A livello diocesano è stato inoltre insegnante al liceo Mount Saint Mary Academy a Little Rock dal 1980 al 1983; cappellano del Rogers Memorial Hospital a Rogers nel 1983; cancelliere vescovile e vice officiale dal 1990 al 2002, vicario generale dal 2002 al 2006; cancelliere per gli affari ecclesiastici della diocesi dal 2008 al 2019; membro del consiglio per il personale clericale nel 1983 dal 1993 al 2019; membro del consiglio presbiterale dal 1991 al 2019, membro del collegio dei consultori dal 1992 al 2019; direttore delle comunicazioni, managing editor del giornale diocesano nel 1995; giudice del tribunale ecclesiastico provinciale nel 2002 e vicario giudiziale aggiunto del tribunale diocesano.
Nel 1998 è stato nominato prelato d'onore e nel 2010 protonotario apostolico soprannumerario.

### Ministero episcopale
Il 19 novembre 2019 papa Francesco lo ha nominato vescovo di Shreveport. Ha ricevuto l'ordinazione episcopale il 28 gennaio successivo nel centro congressi di Shreveport dall'arcivescovo metropolita di New Orleans Gregory Michael Aymond, co-consacranti il vescovo di Litlle Rock Anthony Basil Taylor e quello di Baton Rouge Michael Gerard Duca.
Oltre all'inglese, conosce lo spagnolo.

## Genealogia episcopale
La genealogia episcopale è:
- Cardinale Scipione Rebiba
- Cardinale Giulio Antonio Santori
- Cardinale Girolamo Bernerio, O.P.
- Arcivescovo Galeazzo Sanvitale
- Cardinale Ludovico Ludovisi
- Cardinale Luigi Caetani
- Cardinale Ulderico Carpegna
- Cardinale Paluzzo Paluzzi Altieri degli Albertoni
- Papa Benedetto XIII
- Papa Benedetto XIV
- Papa Clemente XIII
- Cardinale Marcantonio Colonna
- Cardinale Giacinto Sigismondo Gerdil, B.
- Cardinale Giulio Maria della Somaglia
- Cardinale Carlo Odescalchi, S.I.
- Cardinale Costantino Patrizi Naro
- Cardinale Lucido Maria Parocchi
- Papa Pio X
- Cardinale Gaetano De Lai
- Cardinale Raffaele Carlo Rossi, O.C.D.
- Cardinale Amleto Giovanni Cicognani
- Cardinale John Joseph Krol
- Arcivescovo Francis Bible Schulte
- Arcivescovo Gregory Michael Aymond
- Vescovo Francis Ignatius Malone